# Les Baux-de-Provence (Wein)

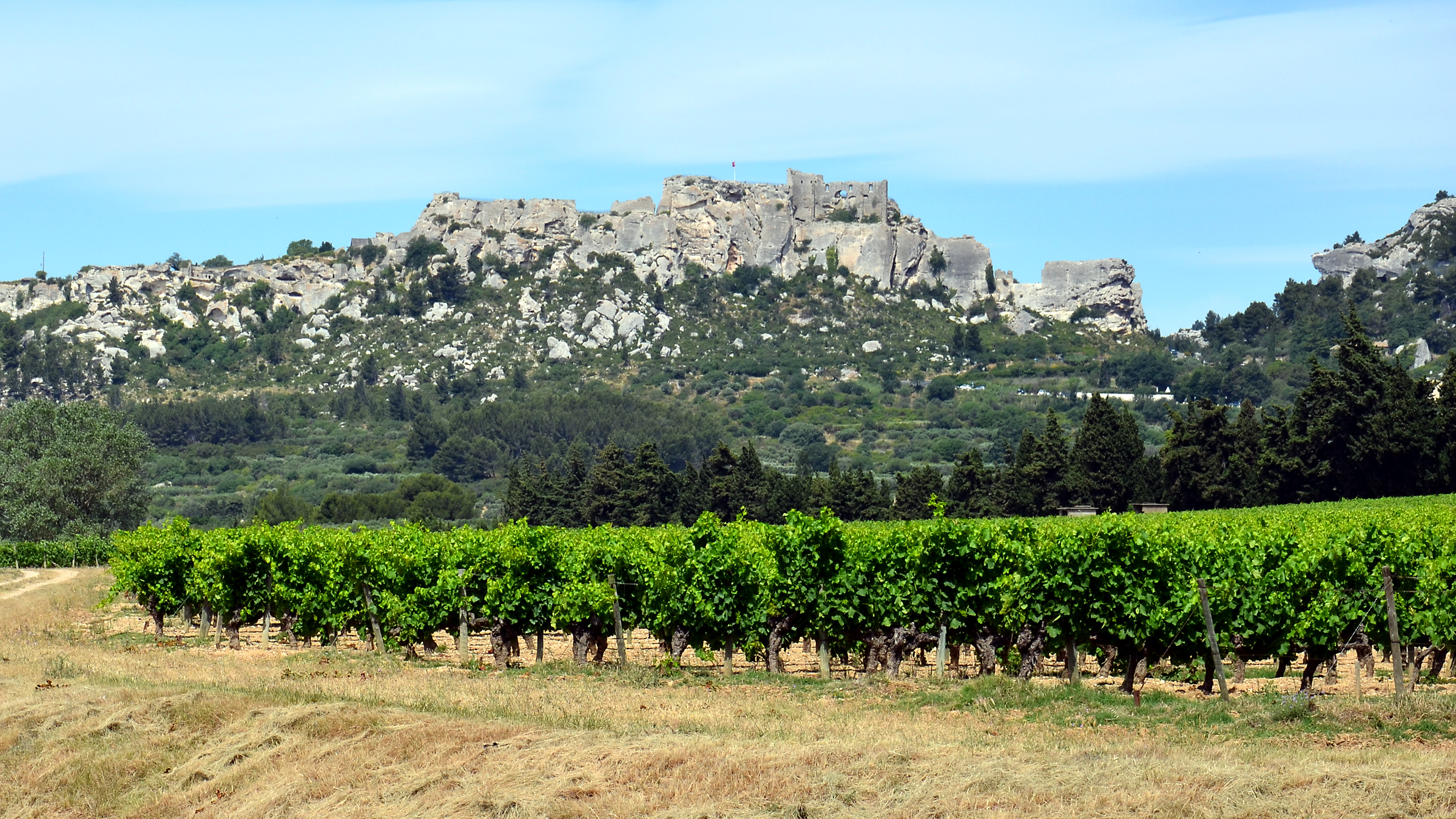
Les Baux Blick von Osten, Weinanbau

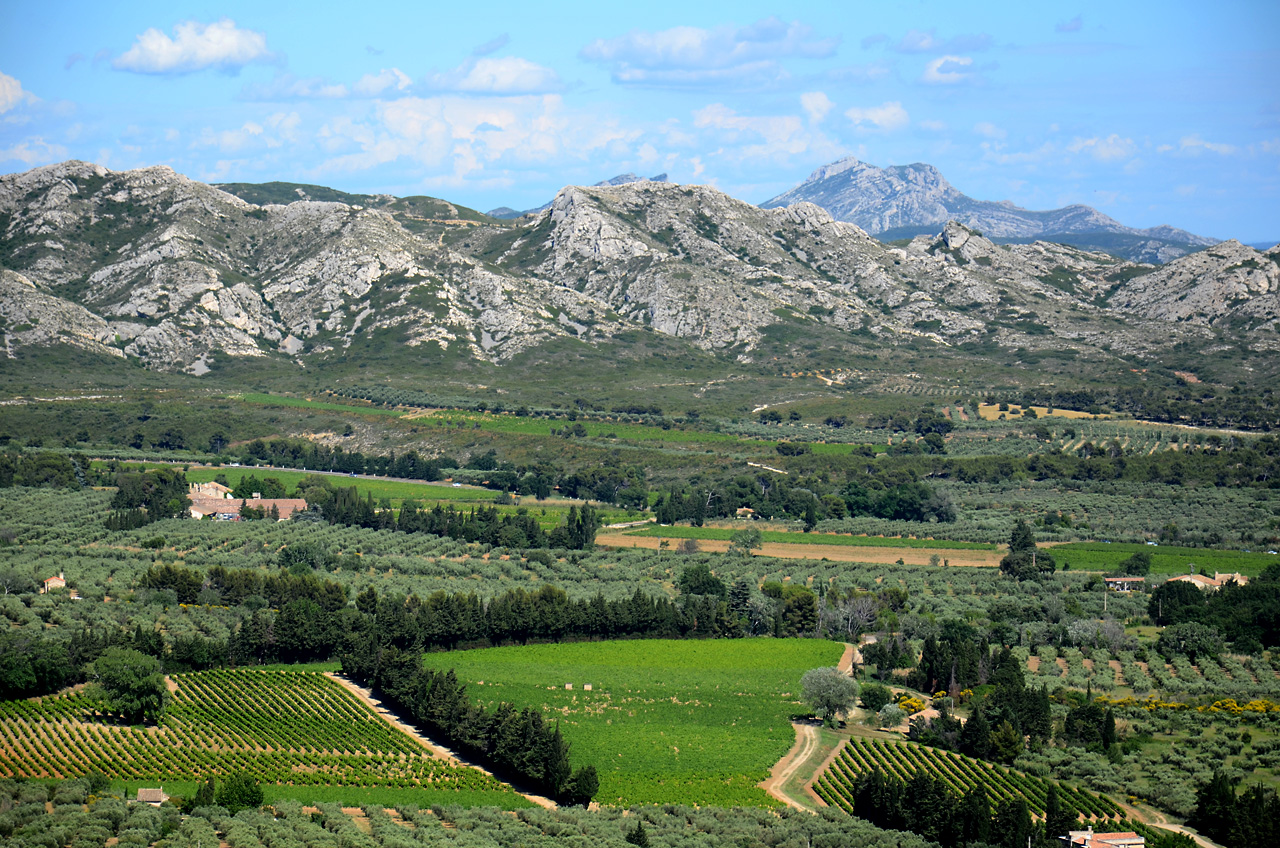
Alpillen von Les Baux-de-Provence aus gesehen. Im Vordergrund Weinreben und Olivenbäume

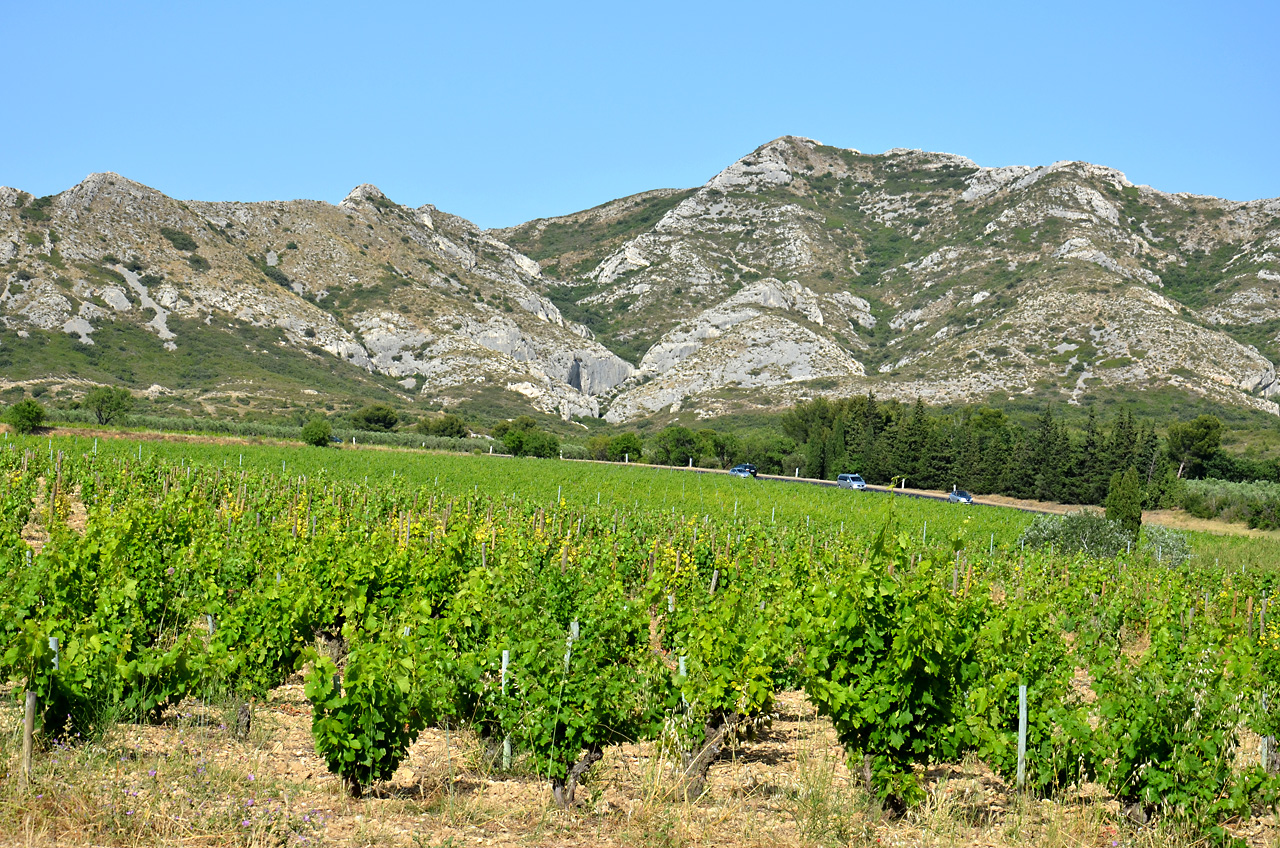
Alpillen in der Nähe von Les Baux-de-Provence, Weinreben

Das Weinbaugebiet Les Baux-de-Provence liegt im Westen der französischen Weinbau-Region Provence. Die Appellation überlappt dabei mit der größeren Coteaux d’Aix-en-Provence, unter deren Namen die Weine vor der Klassifizierung zur Appellation d’Origine Contrôlée am 20. April 1995 produziert wurden. Man kann die Rotweine und Roséweine aufgrund von strengeren Bestimmungen in einem gewissen Sinne als Grand Cru Gewächse der Weinbauregion Provence betrachten, auch wenn sie diese Klassifizierung offiziell nicht haben. Weißweine sind nicht zugelassen.
Die Weinberge liegen diesseits und jenseits der kleinen Hügelkette der Alpilles südlich der Stadt Avignon und umfassen 305 Hektar Rebfläche (Stand 2005) in den sechs Gemeinden Les Baux-de-Provence, Fontvieille, Maussane-les-Alpilles, Mouriès, Paradou, Saint-Étienne-du-Grès und Saint-Rémy-de-Provence im Département Bouches-du-Rhône.
Generell unterliegt die Ernte einer Mengenbeschränkung von max. 50 Hektoliter/Hektar.
Der Rotwein besteht aus mindestens zwei der Haupt-Rebsorten Grenache, Mourvèdre und Syrah. Der gemeinsame Anteil der Hauptrebsorten darf 60 % nicht unterschreiten. Der Anteil der Neben-Rebsorten Cinsault, Counoise sowie Carignan darf 30 %  pro Rebsorte nicht überschreiten und der Anteil der Sorte Cabernet Sauvignon liegt bei max. 20 %. Die Rebsorte Carignan wird seit 1995 nicht mehr neu gepflanzt, so dass ihr Anteil deutlich reduziert wird. Der Mindestalkoholgehalt liegt bei 11,5 Vol.-%.
Der Roséwein besteht aus mindestens zwei der Haupt-Rebsorten Cinsault, Grenache und Syrah. Der gemeinsame Anteil der Hauptrebsorten darf 60 % nicht unterschreiten und keine Rebsorte darf mehr als 90 % des Weins ausmachen. Der Anteil der Neben-Rebsorten Counoise, Carignan und Mourvedre darf 30 % nicht überschreiten und der Anteil der Sorte Cabernet Sauvignon liegt bei max. 10 %. Der Mindestalkoholgehalt liegt bei 11,5 Vol.-%